# Colorful
Colorful (カラフル) —literalment en català colorit— és una pel·lícula d'animació japonesa estrenada l'any 2010 i dirigida pel director també japonès Keiichi Hara. Està basada en la novel·la del mateix nom d'Eto Mori i està produïda per Sunrise i Aniplex entre d'altres i animada per l'estudi d'animació Ascension.

## Argument
Tot comença quan una ànima arriba al purgatori. Allà, un nen li donarà la benvinguda i li anunciarà que tindrà una nova oportunitat de viure per poder redimir-se del pecat que va cometre. Per fer-ho, haurà de reencarnar-se en el cos de Makoto Kobayashi, un adolescent de 14 anys que es va suïcidar ingerint pastilles, i descobrir per què es va suïcidar aquest jove, a part d'esbrinar quin és el pecat que va cometre ell mateix com a ànima a la seva vida anterior.

## Personatges
Makoto KobayashiEs tracta d'un estudiant de tercer de secundària que es va suïcidar i que torna a la vida amb l'ànima d'una altra persona, la del protagonista d'aquesta història. Abans de reviure, en Makoto un mal estudiant i un jove molt tancat, però era molt bo dibuixant i pertanyia al club d'art de l'institut.
Saotomeun dels companys de classe de Makoto i un dels seus pocs amics. És un noi molt amable i és agradable amb tothom.
Hiroka Kuwabarauna estudiant de segon de secundària de qui està molt enamorat en Makoto. Es rumoreja que manté relacions amb un home de mitjana edat a canvi de diners.
Shoko Sanouna companya de Makoto del club d'art. Està molt a sobre del protagonista perquè s'adona que alguna cosa ha canviat en ell.
Mitsuru Kobayashigermà de Makoto. És més gran que ell i estudia el que al Japó és tercer de Batxillerat. És molt bon estudiant, justament al contrari que el seu germà, i per aquest motiu se'n burla d'ell i no es porten gaire bé.
Mare de Makotouna dona que fica el nas a tot arreu. És mestressa de casa. Va mantenir una aventura amb el professor de flamenc fins que en Makoto es va suïcidar.
Pare de MakotoEs dedica a treballar a l'oficina tot el dia i gairebé no apareix per casa. Per aquest motiu, en Makoto el menysprea.
PurapuraÉs el primer personatge que veiem a la pel·lícula. Es tracta d'un àngel que orienta el protagonista (és a dir, l'ànima que entra al cos de Makoto) perquè pugui tornar a viure. Només el pot veure en Makoto.

## Doblatges
La pel·lícula ha estat doblada i subtitulada al català i al castellà, però la versió en català de la pel·lícula no s'ha distribuït en cap plataforma ni suport físic ni s'ha emès per televisió (tot i que segons el portal lingüístic de la Corporació Catalana de Mitjans Audiovisuals, sí que s'ha editat en DVD amb el català inclòs), així com tampoc s'ha fet pública la seva fitxa de doblatge.
A continuació, s'hi mostra qui ha doblat cada personatge en la seva versió original (la japonesa) i en altres idiomes.
|                   | Japonès           | Català | Castellà           | Anglès             |
| ----------------- | ----------------- | ------ | ------------------ | ------------------ |
| Makoto Kobayashi  | Kazato Tomizawa   | ?      | Sergio Mesa        | Greg Ayres         |
| Saotome           | Jingi Irie        | ?      | Carles Lladó       | Clint Bickham      |
| Hiroka Kuwabara   | Akina Minami      | ?      | Sofía García       | Emily Neves        |
| Shoko Sano        | Aoi Miyazaki      | ?      | Carmen Ambrós      | Brittney Karbowski |
| Mitsuru Kobayashi | Akiyoshi Nakao    | ?      | Cesc Martínez      | Chris Patton       |
| Mare de Makoto    | Kumiko Aso        | ?      | Maria Rosa Guillén | Carli Mosier       |
| Pare de Makoto    | Katsumi Takahashi | ?      | Alfonso Vallés     | David Wald         |
| Purapura          | Michael           | ?      | Jaume Aguiló       | Luci Christian     |
| Mr. Sawada        | Keiji Fujiwara    | ?      | Ramón Rocabayera   | David Matranga     |
| Mao               | Manatsu Hayashi   | ?      | Carmen Calvell     | Genevieve Simmons  |

## Premis
- Millor Pel·lícula als Mainichi Film Awards 2010
- Nominada al Millor llargmetratge d'animació al Festival de Sitges 2010
- Premi del públic i Especial distinció al Festival Internacional de Cinema d'Animació d'Annecy 2011
- Nominada al Premi Cristal al Festival Internacional de Cinema d'Animació d'Annecy 2011
- Nominada a la Millor pel·lícula d'animació als Premis de l'Acadèmia Japonesa 2011
- Millor Guió adaptat als Tokyo Anime Awards 2011